# マクシミリアン・ウリセス・ブロウネ
マクシミリアン・ウリセス・ブロウネ（ドイツ語: Maximilian Ulysses Browne、1705年10月23日 - 1757年6月26日）、または英語読みでマクシミリアン・ユリシーズ・ブラウンは、18世紀中期のオーストリアの将軍、第3代ブロウネ伯爵（独: Reichsgraf von Browne）、カムスとマウンタニー男爵（独: Baron de Camus und Mountany）。アイルランドの「野ガチョウ」と呼ばれるジャコバイト一族の後裔であった。

## 生涯

### 出自
ジャコバイト貴族である第2代ブロウネ伯爵のウリセス・フォン・ブロウネ（1659年 リムリック - 1731年 フランクフルト・アム・マイン）とデスモンド伯爵の家系出身のアナベラ・フィッツジェラルドの間、バーゼルで生まれた。両家ともアイルランド九年戦争で追放された身であった。

### 青年期
ブロウネの青年期は家族と政略結婚に助けられ、順調であった。父ウリセスと伯父ゲオルク（1657年 リムリック - 1729年 パヴィーア、初代ブロウネ伯爵）は1716年に神聖ローマ皇帝カール6世によって伯爵に叙され、また初代マールバラ公爵ジョン・チャーチルとの親しい間柄を保ち続けたことも二人の帝国軍における出世を助けた。1731年に父が亡くなったことでマクシミリアン・ウリセスは第3代ブロウネ伯爵になった。彼の妻マリー・フィリピーネ・フォン・マルティニッツは宮廷にコネを持ち、姉バルバラ（1700年 リムリック - 1751年 マントヴァ）はオーストリア軍の将軍フランシス・パトリック・オニーラン男爵（1671年 ダイサート - 1734年 マントヴァ） と結婚していた。そのため、ブロウネは29歳にはすでに歩兵連隊の大佐になっていた。
しかし、ブロウネは自身の早い昇進の正当さを戦場で証明し、1734年のイタリア戦役（ポーランド継承戦争）で活躍し、1735年のチロル戦役とその後のオーストリア・ロシア・トルコ戦争でも活躍して将官としての名声を得た。

### オーストリア継承戦争
1740年、プロイセン王フリードリヒ2世が軍を率いてシュレージエン全体を占領したとき、ブロウネは陸軍元帥中将としてシュレージエン駐留軍を率いていた。彼の慎重な用兵はフリードリヒ2世の侵攻を妨害し、オーストリアが軍を集結させる時間を稼いだ。モルヴィッツの戦いでも参戦して重傷を負った。弱腰な行動に全て激しく反対したことが上官との争いに発展することも多かったが、1742年と1743年のオーストリア軍の目覚ましい行動に一役買った。
その後もブロウネは将軍としての才能と短気な性格を示した。1745年はオットー・フェルディナンド・フォン・トラウンの下で働き、砲兵大将に昇進した。1746年はイタリア戦役のピアチェンツァの戦いとロットフレッドの戦いに参戦し、前衛を連れてアペニン山脈を越えてジェノヴァに入城した。その後、フランスに侵攻する予定の軍の指揮官に任命され、1747年のはじめには更迭されたアントニオット・ボッタ・アドルノに代わってイタリアにおける帝国軍の指揮を執った。ブロウネは戦争の終わりに軍のイタリアからの撤退に関する交渉に参加、1749年1月21日のニース協定に繋がった。1751年にボヘミアにおける総指揮官に任命され、その2年後に元帥に昇進した。

### 七年戦争と死
1756年にフリードリヒ2世がザクセンに侵攻して、七年戦争の火蓋が切り落とされたとき、ブロウネはまだボヘミアにいた。ブロウネ軍はすぐにピルナの救援に馳せよせ、ロボジッツの戦いで苦戦して敗れたが、規律を保ちつつ退却した。ブロウネはすぐに選りすぐりの精兵とともに山道を通ってピルナへ向かおうとした。雪中で野営しつつ進んだブロウネは、歴史家トーマス・カーライルによると、眠っているときに兵士たちが彼のために即席の住まいを作ったという。そして、フリードリヒ2世の進軍を遅らせつつエルベ川岸のシャンダウに着いたが、ザクセン軍が包囲の突破に失敗したため、ブロウネは引退した。
1757年戦役において、ブロウネは志願兵としてカール・アレクサンダー・フォン・ロートリンゲンの下で働き、指揮官に任命された。そして、同年5月6日のプラハの戦いで銃剣突撃を率いたとき、クルト・クリストフ・フォン・シュヴェリーンと同じく死を迎えた。致命傷を負ったブロウネはプラハ城内に運ばれ、6月26日に亡くなった。

## 家族
ブロウネは妻マリー・フィリピーネ・フォン・マルティニッツとの間で2人の息子をもうけた。
- フィリップ・ゲオルク（1727年 - 1803年） - ジャコバイト貴族（英語版）の第4代ブロウネ伯爵を継いだ。中将まで昇進し、マリア・テレジア軍事勲章を叙勲された。1803年に子供なく死去したことでブロウネ家は断絶した。
- ヨーゼフ・ウリセス（1728年 - 1758年） - 父の没後、連隊の所有権を継いだが、ホッホキルヒの戦いで戦死した。

## 栄典
オーストリア＝ハンガリー帝国の第36歩兵連隊は1888年から1918年までブロウネの名前を付けられた。